# Suze van der Stok

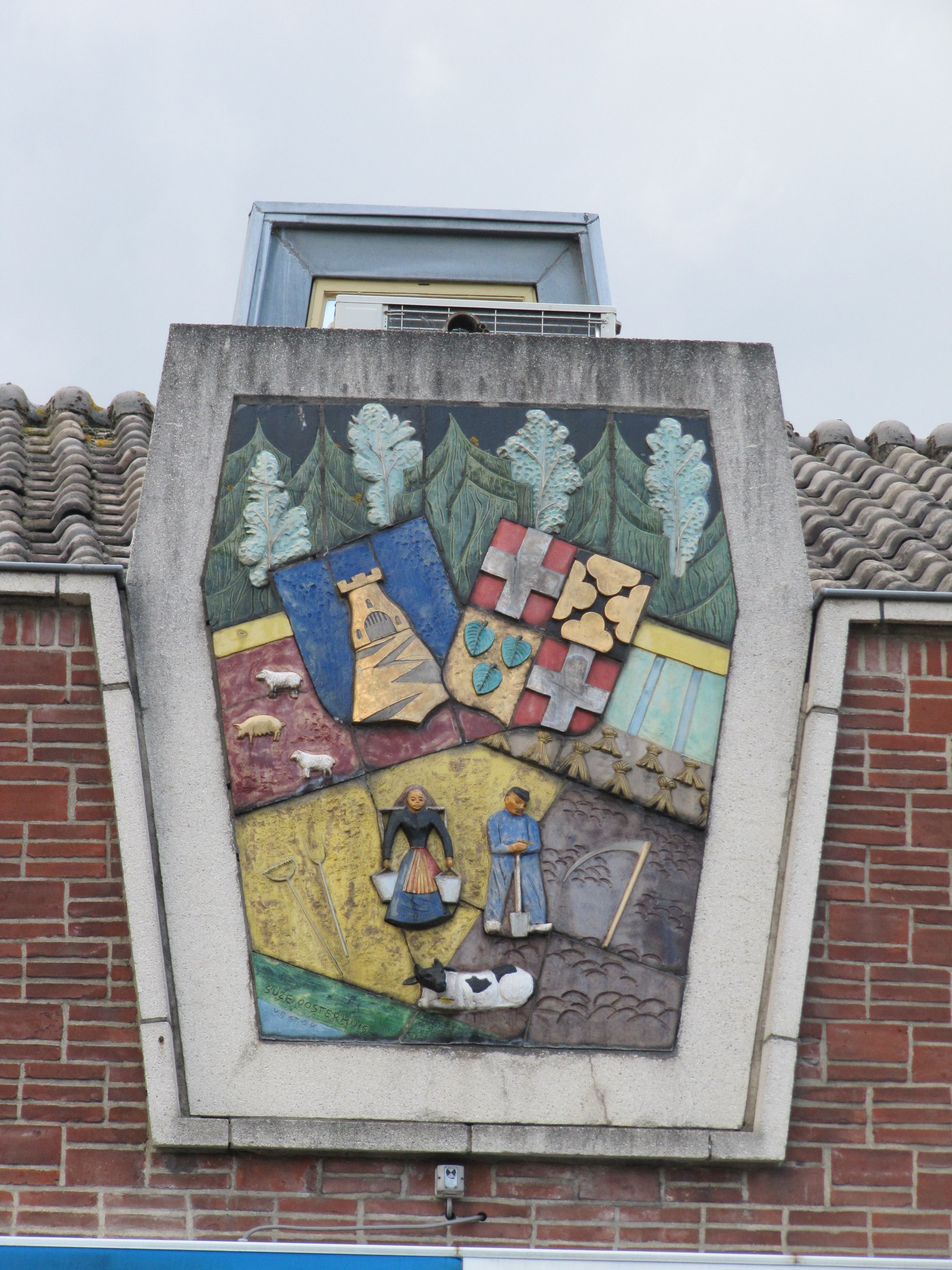
Reliëf met de gemeentewapens van Stoutenburg en Leusden op de gevel van het voormalige gemeentehuis van Leusden

Johanna Suzanna (Suze) Oosterhuis-van der Stok, ook Suze van der Stok en Suze Oosterhuis, (Den Haag, 17 juli 1910 - Amersfoort, 29 augustus 1989), was een Nederlands kunstenaar, aquarellist, glasschilder, schilder, tekenaar, beeldhouwer, pastellist en keramist. Suze van der Stok kreeg haar opleiding aan de Koninklijke Academie van Beeldende Kunsten in Den Haag. Ze kreeg  les van onder anderen André Lhôte en Henk Meijer. Ze was lid van het schilderkundig genootschap Pulchri Studio. Voor haar studie ging ze naar Parijs en woonde vervolgens in Den Haag, Ommen en Londen. In 1941 verhuisde ze naar Amersfoort, waar ze de rest van haar leven zou blijven wonen. Haar werk bestaat uit wandschilderingen, portretten, stillevens decoratieve wandversieringen en reliëfs aan gebouwen. Voor haar reliëfs werkte ze veel met keramiek. Suze van der Stok trouwde met J.H.(Joop) Oosterhuis.
Voor het boek Babayagaansche nonsens. Een ondeugend modern sprookje van Teddy uit 1930 maakte ze de illustraties (uitgeverij De Spieghel, Amsterdam)

## Kunst in de openbare ruimte
- Hilversum - keramisch reliëf PTT-telecom, Koornstraat. Het werk symboliseert de internationale verbondenheid door de ontwikkeling van de telecommunicatie. (1965)
- Leusden- keramisch reliëf, Hamersveldseweg 2, voormalig gemeentehuis (1956)

- Biografisch Portaal: 44744739
- RKD-Nederlands Instituut voor Kunstgeschiedenis: 60745